# Ein Hauch von Sonnenschein
Ein Hauch von Sonnenschein, Verweistitel: Sunshine – Ein Hauch von Sonnenschein (Originaltitel: The Taste of Sunshine) ist ein Spielfilm von Regisseur István Szabó aus dem Jahr 1999.
Der Film erzählt die Geschichte der jüdischen Familie Sonnenschein seit der Zeit der Doppelmonarchie Österreich-Ungarn, während des Ersten Weltkriegs, der Herrschaft der Faschisten in Ungarn, über den Einmarsch der Roten Armee nach dem Zweiten Weltkrieg, der Ausbreitung des Kommunismus bis zur Niederschlagung des ungarischen Volksaufstandes 1956.

## Handlung

### Erste Generation – Urgroßvater
Im Jahr 1848 schlägt Zar Nikolaus I. die ungarische Revolution nieder. Daraufhin behandelt Österreich Ungarn wie eine eroberte Provinz. Doch nach dem preußisch-österreichischen Krieg (1866) muss das geschwächte Österreich im Ausgleich die Unabhängigkeit Ungarns anerkennen.
Bei der Explosion seiner kleinen Brennerei in einem ungarischen Dorf kommt Áron Sonnenschein ums Leben, worauf sein Sohn Manó mit Mutter Josefa und Ehefrau Rosa nach Budapest zieht. Unter Benutzung eines Rezeptbuchs aus der zerstörten Brennerei seines Vaters baut Manó ein erfolgreiches Familienunternehmen auf. Er produziert und vertreibt den Kräuterlikör „Sonnenschein“, der sich als wahre Goldgrube entpuppt. Der Wohlstand der Familie steigt. Sie zählt nun zum Großbürgertum, aber ihre jüdische Herkunft grenzt sie von den anderen aus.

### Zweite Generation – Großvater
Manó und Rosa Sonnenschein haben zwei Söhne, Ignác und Gustav. Das Ehepaar adoptiert zusätzlich ihre verwaiste Nichte Valéria. Die Kinder wollen das florierende Geschäft des Vaters nicht übernehmen. Nachdem Manó bemerkt hat, dass sich Ignác und Valéria verliebt haben, ergibt sich ein Gespräch zwischen Vater und Sohn. Manó (Emmanuel) gesteht seinem älteren Sohn, dass sein Vater ihm verboten hatte, seine geliebte Cousine Sarah Bettelheim zu heiraten, und dass er nun dasselbe Verhalten von Ignác erwarte. Dieser verspricht, sich von seiner Cousine Valéria zurückzuziehen, und geht nach Wien, um Rechtswissenschaften zu studieren. Nach seinem Fortgang schreibt ihm Valéria viele Briefe, doch Ignác beantwortet keinen einzigen. Eines Tages steht Valéria mit Ignác’ Vermieterin in der Tür seines Zimmers. Die beiden setzen ihr Verhältnis fort, welches auch nach Ignác’ Studienabschluss und Berufseinstieg als Richter bestehen bleibt.
Ignác ist beliebt und sucht weiter nach Anerkennung, aber sein jüdischer Name hindert ihn am Aufstieg. Auf Anraten des Gerichtspräsidenten geben Ignác, Valéria und Gustav ihren Familiennamen auf und nehmen den ungarisch klingenden Namen Sors (lat. sowie ungarisch Schicksal) an. Valéria wird schwanger. Nun bekennt sich Ignác zu ihr und bittet seinen Vater um ihre Hand. Geschockt fällt seine Mutter Rosa ohnmächtig vom Stuhl. Sein Vater hingegen gibt dem Paar nun doch seinen Segen. Somit steht der Hochzeit nichts mehr im Weg.
Ignác ist als Richter erfolgreich. Dadurch werden einflussreiche Bürger auf ihn aufmerksam. Einige dieser Herren versuchen ihn für die Politik zu gewinnen und aus ihm ein Mitglied der ungarischen Regierung zu machen. Valéria appelliert jedoch an seine Vernunft und versucht ihn ihrerseits davon zu überzeugen, dass er seine Karriere nicht für eine korrupte Regierung opfern soll. Daraufhin lehnt Ignác das viel versprechende Angebot ab. Valerie bringt nach der Jahrhundertwende die beiden Söhne István und Ádam zur Welt.
Ignác erfährt, dass sein Bruder Gustav auf einer schwarzen Liste der Regierung mit den Namen oppositioneller Sozialisten steht. Es kommt zum Streit zwischen dem kaisertreuen Juristen und dem engagierten Gegner der k. u. k. Regierung. Das Attentat von Sarajewo am 28. Juni 1914 leitet den Ersten Weltkrieg ein. Am selben Tag wie der österreichische Kaiser Franz-Josef I. (1916) stirbt auch Manó Sonnenschein. Die Donaumonarchie zerfällt.
Als Ignác aus dem Krieg zurückkommt, wirft ihm Valéria vor, ein gefühlloser Mensch geworden zu sein. Sie will die Scheidung. In seiner Verzweiflung fällt Ignác nichts Besseres ein, als sie aufs Bett zu werfen und zu vergewaltigen, um sie vom Gegenteil zu überzeugen. Als er merkt, dass Valéria völlig teilnahmslos unter ihm liegt, lässt er von ihr ab. Nach der Machtübernahme der Kommunisten unter Béla Kun 1919 kehren sich die brüderlichen Verhältnisse um. Nun steht Ignác auf der schwarzen Liste. Er wird festgenommen und unter Hausarrest gestellt. Nach nur wenigen Monaten wird die Räterepublik gestürzt und Gustav muss ins Exil nach Frankreich fliehen. Entmutigt von den gesellschaftlichen Veränderungen der Nachkriegszeit stirbt Ignác Sors vor seiner Mutter, kurz darauf auch sie.

### Dritte Generation – Vater
Ádám Sors erlernt das Fechten. Er ist sehr geschickt, aber um sein Talent weiter ausbauen zu können, muss er in die Fechtschule des ungarischen Offizierskorps. Die Aufnahme ist, wie damals beim Werdegang seines Vaters, wiederum nur auf Umwegen möglich. Sein Gönner, Baron Felix Margittay, rät ihm, zum Christentum überzutreten. Ádám gewinnt die Landesmeisterschaften und erregt die Aufmerksamkeit von General Jakofalvy.
In der christlichen Abendschule begegnet er Hannah und erobert ihr Herz im Sturm. Schließlich vermählt er sich mit Hannah und István mit Gréta, die ihn aber nur heiratet, um in Ádáms Nähe zu sein. Eines Tages gesteht sie ihrem Schwager, dass sie ihn liebt. Ádám will seinen Bruder nicht hintergehen, doch einige Zeit später beginnen die beiden ein heimliches Verhältnis.
1936 gewinnt Ádám die Goldmedaille im Fechten bei den Olympischen Sommerspielen in Berlin. In einem Berliner Museum spricht ihn ein Landsmann, der in die USA ausgewandert war, an. Dieser wirft Ádám vor, für eine diktatorische Regierung zu kämpfen. Den Vorschlag, ebenfalls in die USA auszuwandern, lehnt Ádám empört ab.
Admiral Nikolaus von Horthy hat in der Zwischenzeit ein autokratisches Regime aufgebaut, sympathisiert mit Hitler und Mussolini und führt diskriminierende Gesetze gegen Juden ein. István, Gréta, Ádám, Hannah und Valéria sind zunächst davon überzeugt, zu den Ausnahmefällen zu zählen, da sie sich für absolut staatstreu und gut assimiliert halten. Ihre Annahme stellt sich aber als Irrtum heraus. Hannah wird in einem Vernichtungslager umgebracht. Valéria kann sich verstecken. Ádám und sein einziger Sohn Iván werden in ein Arbeitslager gebracht.
Der Winter ist eingebrochen, die Gefangenen sind im Freien angetreten. Auf die Frage des Kommandanten nach seiner Herkunft antwortet Ádám, er sei ungarischer Offizier, ungarischer Fechtmeister und Goldmedaillengewinner, und erhält darauf eine Tracht Prügel. Obwohl er sich kaum mehr auf den Füßen halten kann, bekennt sich Ádám nicht zu seiner jüdischen Herkunft. Die Offiziere zwingen ihn, sich nackt ausziehen. Iván muss hilflos zusehen, wie sein Vater bewusstlos geschlagen und getreten wird. Ádám wird, an den Händen gefesselt, an einen Ast gehängt und so lange mit kaltem Wasser bespritzt, bis sein Körper von einer dicken Eisschicht umschlossen ist. Fünf Tage vor dem Einmarsch der Roten Armee im April 1945 werden István, Gréta und ihr Sohn von ungarischen Nationalsozialisten aus der Wohnung geholt und erschossen.
Motive aus Ádáms Leben sind den Biographien der ungarischen Säbelfechter und Olympiasieger Endre Kabos und Attila Petschauer entnommen.

### Vierte Generation – Iván
Gustav kehrt nach dem Zweiten Weltkrieg aus dem Exil zu seiner Stiefschwester Valéria zurück. Wenig später trifft auch ihr Enkel Iván dort ein und berichtet über den Tod seines Vaters. Iván schließt sich den Kommunisten an und jagt für den ungarischen Geheimdienst faschistische Kriegsverbrecher, denn dies bietet ihm die Möglichkeit, sich an den Mördern seines Vaters zu rächen. Dank seines großen Einsatzes wird er zum Major befördert.
Karola Kovács bekleidet ebenfalls den Rang eines Geheimdienstmajors. Obwohl sie verheiratet ist und Kinder hat, versucht sie Iván zu verführen. Sein Vorgesetzter Andor Knorr, ein Jude, der Auschwitz überlebt hat, warnt ihn vor Karola. Er erzählt ihm, dass ihr Mann während des Kriegs in Frankreich Mitglied der Résistance war. Iván ist dies aber gleichgültig, denn er hat sich in sie verliebt. Er erhält den Befehl, eine angebliche zionistische Verschwörung gegen die ungarische Regierung aufzudecken, deren Anführer Andor Knorr sein soll. Das Verhör verläuft erfolglos, denn Iván befindet sich im Zwiespalt zwischen der Freundschaft mit Knorr und seiner Regimetreue. Schließlich überträgt der General den Fall einem anderen Geheimdienstoffizier.
Gustav stirbt in einem Krankenhaus und Karola beendet das Verhältnis mit Iván. Sie gesteht ihm, schwanger zu sein, kann aber nicht sagen, ob das Kind von ihm oder ihrem Ehemann ist. Nach dem Tode Stalins am 5. März 1953 wird der kurz zuvor totgeschlagene Knorr als Held gefeiert. Iván hält die Grabrede und klagt sich selbst an. Er quittiert den Dienst bei der ungarischen Geheimpolizei.
Beim ungarischen Volksaufstand 1956 feuert Iván die Demonstranten in den Straßen von Budapest an, sich von den sowjetischen Panzern nicht aufhalten zu lassen. Die Revolution scheitert. Er wird verhaftet und zu fünf Jahren Haft verurteilt. Nach drei Jahren wird er vorzeitig auf Bewährung entlassen. Er erhält seine über diese Zeit aufbewahrten Habseligkeiten zurück, doch er bemerkt, dass die Taschenuhr seines Urgroßvaters Áron fehlt.
Zwischenzeitlich wurde eine fremde fünfköpfige Familie in das Haus seiner Großmutter Valéria einquartiert. Nach dem Tod seiner Großmutter beginnt Iván mit der Entrümpelung der Räume. Dabei fällt ihm das seit Manós Tod vergeblich gesuchte Rezeptbuch seines Urgroßvaters vor die Füße. Er beachtet es aber nicht, und das Buch landet schließlich in der Müllpresse des Entrümpelungskommandos. Sein Interesse gilt indes einem Brief aus dem Nachlass seiner Großmutter. In diesem Brief ermahnt Iváns Urgroßvater seinen Sohn Ignác, den Grundsätzen seiner jüdischen Familie treu zu bleiben, um im Leben Erfolg zu haben. Iván beschließt daraufhin, sich zur Geschichte seiner Familie zu bekennen und seine jüdische Herkunft nicht länger durch den Namen Sors zu verschleiern. Er geht zum Amtsgericht, um den Namen Sonnenschein wieder anzunehmen.

## Produktion und Veröffentlichung
Der Film wurde durch deutsche, österreichische, ungarische und kanadische Firmen produziert. Beteiligt waren die Unternehmen Alliance Atlantis, Serendipity Point Films, Kinowelt, Bavarian Film and TV Fund, Eurimages, The Movie Network, Telefilm Canada, Vienna Film Financing Fund, ORF und Channel Four Films.
Das Budget belief sich auf 26 Millionen US-Dollar.

### Drehbuch
Das erste von Szabó in ungarischer Sprache verfasste Manuskript eines Generationenporträts der jüdischen Familie Sonnenschein umfasste 600 Seiten. Das Buch wurde zunächst von einem Übersetzergremium ins Englische übertragen. An der Bearbeitung des Skripts in ein verfilmbares Drehbuch waren mehrere Autoren beteiligt, und es dauerte vier Jahre.
Geplant war das Drehbuch ursprünglich für einen Mehrteiler im Deutschen Fernsehen.
Auf den Rat des kanadischen Filmproduzenten Robert Lantos erstellt Szabó dann eine Fassung für einen Spielfilm.
Das endgültige Drehbuch für den Film schrieb Szabó in Zusammenarbeit mit dem kanadischen Bühnenautor Israel Horovitz.

### Besetzung
Beim Casting des Hauptdarstellers, der drei verschiedene Mitglieder der Familie Sonnenschein spielen sollte, fiel schon in einer frühen Phase die Wahl auf Ralph Fiennes, was zu einer Verzögerung des Drehbeginns beitrug, da Fiennes noch für knapp zwei Jahre für andere Projekte fest verpflichtet war.
Die Rolle der jungen Valéria Sonnenschein wird von Jennifer Ehle gespielt, Valeria im Alter spielt Jennifer Ehles Mutter Rosemary Harris.
Für Miriam Margolyes, die die Ehefrau des Firmengründers spielt, war es die erste Zusammenarbeit mit Szabó, für Péter Andorai war es der siebte Film unter Szabós Regie. Hanns Zischler, der die Rolle des Baron Felix Margittay spielt, übernahm 2001 eine Rolle in Taking Sides – Der Fall Furtwängler.

### Dreharbeiten
Die Preproduction des Films dauerte sechs Monate, die Dreharbeiten selbst erstreckten sich über weitere vier Monate, d. h. insgesamt über 112 Tage.

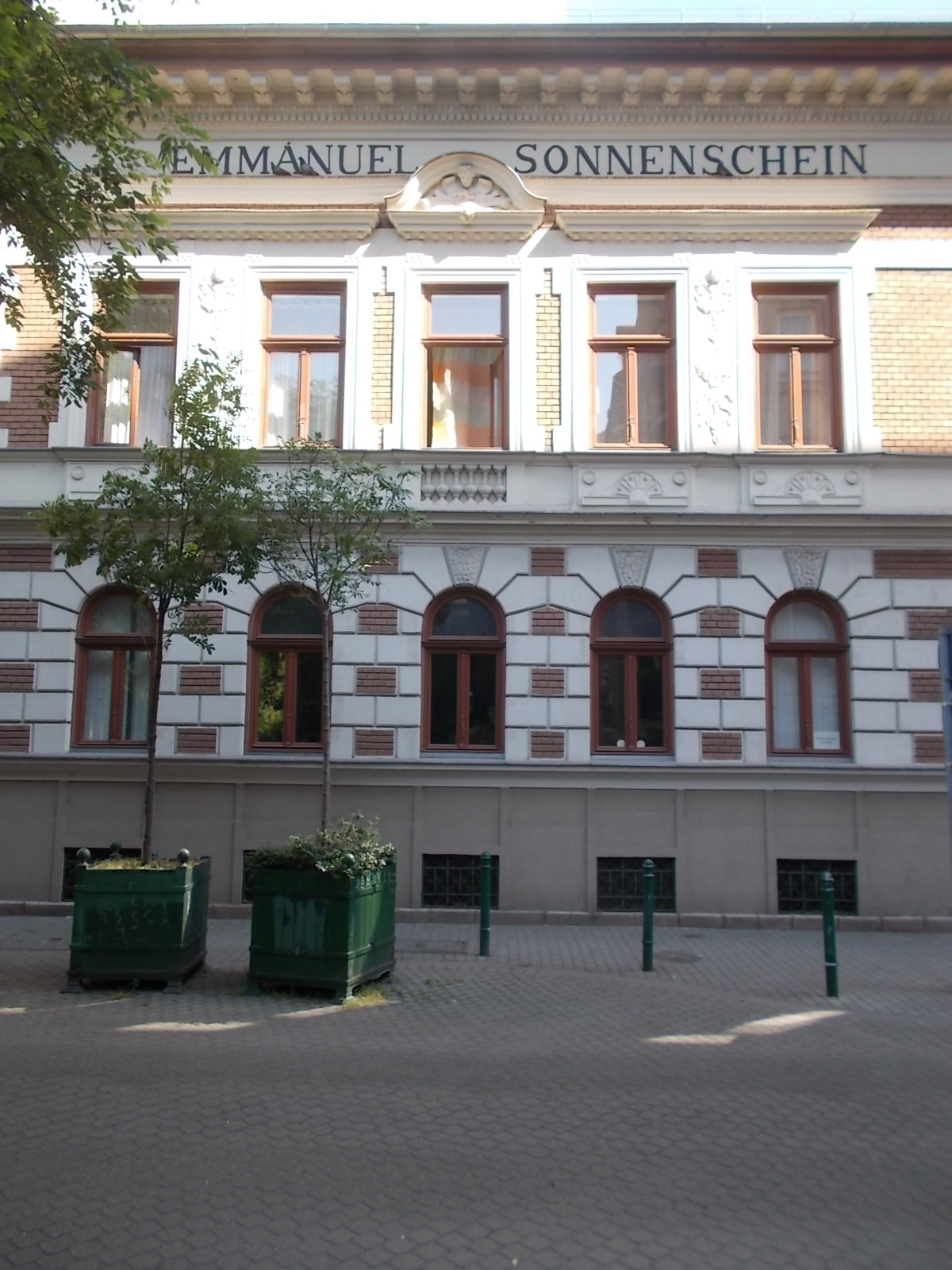
Sonnenschein-Haus, Bokréta Straße 15 in Budapest, 2018

Ein Großteil des Films wurde in Budapest gedreht. Als Haus der Sonnenscheins diente ein Gebäude im Budapester Stadtteil Ferencváros. Die Inschrift EMMANUEL SONNENSCHEIN & TSA. LIQUEUR, mit der das Haus für den Film versehen wurde, blieb auch nach dessen Renovierung 2008 erhalten.
Auch die Szenen im Berliner Olympiastadion wurden in Budapest gedreht, wurden aber durch authentische historische Filmberichte ergänzt. Die Kostüme entwarf die ungarische Kostümbildnerin Györgyi Szakács (* 1951), die für Sunshine u. a. eine Oscar-Nominierung erhielt.
Ralph Fiennes wurde für die Fechtszenen von dem ungarischen Fechtmeister László Szepesi geschult. László Szepesi war als Schiedsrichter bei den Olympischen Spielen in Berlin eingesetzt und hat einen Gastauftritt im Film. Die Gefechte selbst wurden von Doubles ausgeführt. Gedreht wurde in verschiedenen Fechtsälen in Budapest, das Gefecht um die Goldmedaille bei den Olympischen Spielen unter Beteiligung von 1000 Statisten in der historischen Budapest Sportcsarnok.

### Musik
Die Filmmusik komponierte Maurice Jarre. Sie ist geschrieben für großes Sinfonieorchester und beruht im Wesentlichen auf zwei Themen, die vielfältig miteinander verknüpft bzw. variiert werden. Das eine stammt aus Franz Schuberts Fantasie in f-moll (D. 940, op. 103), das zweite hat einen „hymnisch-pathetischen“ Charakter und stammt, wie Michael Beckerman vermutet, entweder von Jarre selbst oder ist ein Motiv aus einem Volkslied.
Es spielte das Rundfunk-Sinfonieorchester Berlin unter der Leitung des Komponisten, es singen die Metro Voices, ein englischer Chor, der auf Filmmusik spezialisiert ist. Außerdem singen und spielen die Solisten Holger Groschopp (* 1964), Piano, Catherine Botte (* 1952), Sopran und Márta Fábián, Cimbalom.
Die originalen Passagen aus Schuberts Fantasie spielen Márton Terts (* 1979) und Zsolt Czetner.
Jarre erhielt 2001 für Ein Hauch von Sonnenschein eine Golden-Globe-Nominierung.
István Szabó schrieb die Verse zu dem Lied May We Always Go on Singing, Musik Maurice Jarre.

### Veröffentlichung
Premiere des Films war im September 1999 beim Toronto Film Festival, die Erstaufführung in Kanada erfolgte am 17. Dezember 1999, in Deutschland am 27. Januar 2000.
Der Film spielte am Eröffnungswochenende in Kanada und den USA 42.700 $ ein. Gesamteinspielergebnis waren in den USA und in Kanada 5.096.267 $ und weltweit 7.918.035 $.
2004 veröffentlichte Kinowelt eine DVD in deutscher und englischer Sprache, ergänzt durch Interviews mit István Szabó, Ralph Fiennes, Jennifer Ehle und Rosemary Harris.

## Kritiken
In der US-amerikanischen Presse erhielt der Film überwiegend positive Kritiken, die Kritikerquote bei Rotten Tomatoes liegt bei 74 %.
Roger Ebert schreibt zu dem Film, er erzähle die Geschichte einer Familie eines einzigen Landes, und sei zur gleichen Zeit das Protokoll eines Jahrhunderts, in der eine glanzvolle politische Idee der anderen folgte, jede mit einem Heilsversprechen, und jede habe nur Elend gebracht.
Die Leistung von Ralph Fiennes, der in dem Film drei unterschiedliche Persönlichkeiten verkörpert, nennt Ebert „frappierend“ (uncanny) und Szabos Dreistunden-Epos eine spannende historische Zusammenschau (thrilling historical sweep).
A. O. Scott von der New York Times vergleicht „Sunshine“ mit Filmen wie Viscontis „Leopard“ und Bertoluccis „1900“, die ein episches Panorama einer Zeit des Umbruchs entfaltet hätten, während sich die Geschichte der Familie Sunshine – wegen all dem Geschrei und Gehechel (for all the shouting and panting) – mehr wie eine Collage aus Ideen, Ereignissen und Metaphern als etwas Erlebtes anfühle.
Allerdings, je länger der Film laufe, umso mehr zeige er Mitempfinden mit den Beteiligten. Er nähere sich seinem Thema mit soviel Klugheit, dass man die unbeholfene Herangehensweise zu Beginn des Films, die planlose Einfügung von Schwarzweißbildern aus der Wochenschau, und den hyperventilierenden sexuellen Überschwang – der offenbar wie ein Fluch auf der Familie laste – vergessen könne.
Das Filmportal Schnitt.de schreibt: „Die Kameraführung von Lajos Koltai bleibt im Verlauf des gesamten Films präzise und ästhetisch eindrucksvoll. Seine Farben verlieren jedoch zusehends ihre herbstliche Wärme, werden analog zur Handlung gegen winterliche Kälte eingetauscht. In Ermangelung eines tröstlichen Schlusses liegt es beim Zuschauer, sich ein erneutes Frühlingserwachen auszumalen“.
Das Lexikon des internationalen Films schreibt, es sei ein „mit großem Aufwand inszenierter historischer Bilderbogen, der sich oft im Dekorativen und Stereotypischen“ verliere. Die Hauptfiguren seien „mit weit weniger Tiefe dargestellt als in der brillanten Trilogie des Regisseurs aus den 80er-Jahren über Identität und Anpassung.“

## Auszeichnungen

### Europäischer Filmpreis 1999
- Bester Darsteller (Ralph Fiennes)
- Beste Kameraführung (Lajos Koltai)
- Bestes Drehbuch (István Szabó, Israel Horovitz)

Nominiert in der Kategorie:
- Bester Film

### Genie Awards 2000
- Bester Film
- Bester Ton
- Beste Tonbearbeitung

Nominiert in den Kategorien:
- Bestes Szenenbild (Attila Kovács)
- Bestes Kostümdesign (Györgyi Szakács)
- Beste Regie (István Szabó)
- Beste Filmmusik (Maurice Jarre)
- Bester Hauptdarsteller (Ralph Fiennes)
- Bester Nebendarsteller (James Frain)
- Bester Nebendarsteller (William Hurt)
- Beste Hauptdarstellerin (Jennifer Ehle)
- Beste Hauptdarstellerin (Rosemary Harris)
- Beste Nebendarstellerin (Deborah Kara Unger)
- Beste Nebendarstellerin (Rachel Weisz)

### Political Film Society Awards 2001
- Political Film Society Award für Demokratie

Nominiert in der Kategorie:
- Political Film Society Award für Menschenrechte

### Weitere
- Writers Guide of Canada 2000
- Golden Globes 2001

Nominiert in den Kategorien:
- Beste Regie
- Bester Film – Drama
- Beste Filmmusik
- Hungarian Film Critics Award 2001
- Sonderpreis (István Szabó)
- Golden Satellite Awards 2001
- Beste Nebendarstellerin – Drama (Jennifer Ehle, Rosemary Harris)